# 長嘴導顎雀
長嘴導顎雀（Akialoa obscura）是夏威夷特有的一種管舌鳥。

## 特徵
長嘴導顎雀長2吋，主要呈黃色，喙幼而呈白黃色。牠們的雙翼呈橄欖綠色。

## 分類
長嘴導顎雀曾一度被認為與大綠雀是同一物種，但當與其他的比較下才發現牠們是獨有的物種。

## 食性
長嘴導顎雀會在樹間飛來飛去，覓食甲蟲及毛蟲等昆蟲。牠們亦會在樹上尋找昆蟲。牠們的喙幼長，適合在樹中抽出昆蟲。牠們亦會吃花蜜及花粉。

## 滅絕
在幾個地方曾採集過長嘴導顎雀的標本。牠們的滅絕是因失去棲息地，沒有了遮蔽處或食物而於1940年消失。

## 外部連結
- 長嘴導顎雀的立體圖